# The Show of Our Lives
The Show of Our Lives  is het dertigste album van de Britse progressieve rockband Caravan. Dit album is een verzameling van matige opnames van radio-uitzendingen. Het album is ook semiofficieel, de band staat niet in voor de kwaliteit.

## Tracklist
1. Love To Love You
2. In The Land Of Grey And Pink
3. Golf Girl
4. Love Song Without Flute
5. Love In Your Eye
6. If I Could Do It All Over Again
7. Hello Hello
8. And I Wish I Were Stoned
9. For Richard
10. Headloss
11. The Show Of Our Lives
12. Memory Lain Hugh

## Bezetting
- Pye Hastings, zang, gitaar
- Geoff Richardson altviool, viool
- David Sinclair orgel, elektrische piano
- Richard Sinclair, basgitaar, zang
- John G. Perry, basgitaar, zang
- Richard Coughlan, drums